# الواغلة (مكيراس)

تعديل مصدري - تعديل

الواغلة هي إحدى قرى عزلة مكيراس بمديرية مكيراس التابعة لمحافظة البيضاء، بلغ تعداد سكانها 126 نسمة حسب تعداد اليمن لعام 2004.